# Korihuma II
Korihuma II ist eine Ortschaft im Departamento Cochabamba im südamerikanischen Andenstaat Bolivien. Die Ortschaft ist erst Ende des 20. Jahrhunderts gegründet worden und hat seitdem einen rasanten Bevölkerungsanstieg erlebt.

## Lage im Nahraum
Korihuma II ist die zweitgrößte Ortschaft im Municipio Sacaba. Sie liegt auf einer Höhe von 2847 m sechs Kilometer südlich der zentralen Stadt Sacaba.

## Geographie
Korihuma II liegt am Westrand der Anden-Gebirgskette der Cordillera Oriental in einer Talregion auf halbem Wege zwischen Altiplano und Chapare-Tiefland, die auch als Region ewigen Frühlings bezeichnet wird.
Das Klima ist warmgemäßigt und weist eine mittlere Durchschnittstemperatur von knapp 18 °C auf (siehe Klimadiagramm Cochabamba), die Monatswerte schwanken dabei nur unwesentlich zwischen 14 °C im Juni/Juli und knapp 20 °C von Oktober bis Dezember. Der Jahresniederschlag beträgt nur etwa 450 mm, bei einer ausgeprägten Trockenzeit von Mai bis September mit Monatsniederschlägen unter 10 mm, und einer kurzen Feuchtezeit von Dezember bis Februar mit 90–120 mm Monatsniederschlag.

## Verkehrsnetz
Korihuma II liegt in einer Entfernung von 24 Straßenkilometern östlich der Stadt Cochabamba.
Von Korihuma II aus nach Cochabamba fährt man zuerst zwei Kilometer in westlicher Richtung bis zum nord-südlich verlaufenden Camino Sacaba-Carcaje. Man folgt dem Camino in nördlicher Richtung bis Sacaba und trifft dort auf die Nationalstraße Ruta 4, die mit einer Länge von 488 Kilometern das gesamte Land in West-Ost-Richtung durchquert, von Tambo Quemado an der chilenischen Grenze im Westen, über Cochabamba und Sacaba weiter in östlicher Richtung über Santa Cruz nach Puerto Suárez im brasilianischen Grenzgebiet.

## Bevölkerung
Die Einwohnerzahl der Ortschaft ist in dem Jahrzehnt zwischen den beiden letzten Volkszählungen rasant angestiegen:
| Jahr | Einwohner         | Quelle       |
| ---- | ----------------- | ------------ |
| 1992 | keine Detaildaten | Volkszählung |
| 2001 | 152               | Volkszählung |
| 2012 | 1622              | Volkszählung |
| 2024 |                   | Volkszählung |

Im Municipio Sacaba sprechen 65,2 Prozent der Bevölkerung Quechua.